# Drava, Rožek
Drava (nemško Drau) je naselje v Občini Rožek v Okraju Beljak-dežela na Koroškem v Avstriji.